# Los Panchos
Los Panchos (noti anche come Trío Los Panchos) era un trio musicale messicano e portoricano di fama internazionale formatosi negli anni 40. Il Bolero latino americano era il loro principale genere musicale.

## Storia
Il Trio Los Panchos fu formato a New York nel 1944, dove i messicani Alfredo Bojalil Gil, meglio conosciuto come El Güero Gil, e José de Jesús Navarro Moreno, meglio conosciuto come Chucho Navarro, insieme al portoricano Herminio Avilés Negrón, nome d'arte Hernando Avilés, decisero di unire i loro talenti e innovare il genere dei trii cantando a tre voci e tre chitarre. Qualche tempo dopo Avilés e Navarro suonarono la chitarra e Gil il requinto di sua creazione. Cominciarono nell'ambiente artistico il 14 maggio 1944 quando si esibirono all'Hispanic Theatre di New York presentando musica ranchera messicana con grande successo, che presto li portò a registrare il loro primo album, per l'etichetta Coda, intitolato Mexicantos, con sette canzoni della musica messicana ed il bolero "Hasta mañana", le stesse che aprirono le porte a questo genere musicale con cui sono state conosciute in tutto il mondo.
I Panchos acquisirono fama internazionale con i loro boleri romantici, specialmente in America Latina, dove all'inizio della seconda parte del XX secolo erano ancora onorati come uno dei trio più famosi di tutti i tempi. Hanno venduto milioni di copie dei loro dischi 78 giri e album LP, pochi anni dopo la loro fondazione.
Le case discografiche Seeco e CBS Columbia (oggi parte del consorzio Sony BMG Music Entertainment) fecero firmare contratti a coloro che avevano contribuito a creare il loro successo. Nel 1940 avevano già collaborato in America con la CBS Orchestra Viva América (Alfredo Antonini - Direttore d'orchestra) con il fisarmonicista John Serry Sr. in un album record per la Pilotone Records (Catalogo n. 45 5067, n. 45 5069).
Nel 1951, quando Hernando Aviles lasciò il gruppo, immediatamente Gil e Navarro chiamarono per un provino diversi candidati, che superò il musicista e cantante boliviano Raúl Shaw Moreno, che stava appena cominciando nell'ambiente artistico. In soli 9 mesi in Argentina e Brasile il trio registra 31 brani considerati classici della seconda era dei Los Panchos, con titoli come “Aquellos Ojos verdes”, ”Quiéreme mucho”, ”Perfidia”, ”Bésame Mucho”, “Solamente Una vez”, ”Maria Elena”, ”Amigos”, e "Lágrimas de Amor" (canzone composta da Raul Shaw).
Raul Shaw Moreno si allontanò dal trio nel 1952, prima di compiere un anno come prima voce, forse per disaccordi con Alfredo Gil. Un'altra versione per spiegare la sua breve collaborazione con Los Panchos è che la sua voce pastosa e con armoniche basse non si adattava al gusto degli altri membri del trio, che preferivano come prima voce un tenore dal registro acuto e, dato che il contratto con Shaw era in linea di principio per un anno, si sarebbero separati in termini molto buoni. In un'intervista realizzata nel 1994, Shaw afferma:
Dopo questa crisi, Los Panchos hanno continuato la loro carriera segnata dalle sue sette prime voci e fecero parte anche all'incirca in cinquanta film durante la loro carriera. Durante questo periodo, il posto di prima voce fu occupato da artisti come i portoricani Julio Rodriguez e Johnny Albino Reyes e il messicano Enrique Caceres Mendez, tra gli altri.
Nel 1964, la CBS propose ai membri del trio, formato allora dai due membri fondatori e da Johnny Albino, di farsi accompagnare per la prima volta da una voce femminile. Si trattava della cantante americana di discendenza ebraica-spagnola Eydie Gormé, che aveva diversi anni di carriera discografica negli Stati Uniti e aveva appena iniziato a registrare in spagnolo. Dalla collaborazione tra la Gormé e Los Panchos, così come i musicisti che accompagnavano, nacque l'album Great Love Songs In Spanish  (intitolato Amor, in spagnolo). Il successo di questo tentativo fece sì che la CBS li riunisse nuovamente per registrare gli album Cuatro Vidas e Blanca Navidad. Vale la pena notare, come aneddoto, che prima dell'impossibilità di Eydie Gormé, a causa dei suoi impegni artistici, di provare con il già famoso trio, Alfredo Gil aveva proposto di usare la voce della propria moglie come base per gli arrangiamenti vocali di questi dischi.
Intorno al 1970, su proposta della consociata messicana della CBS Columbia, Los Panchos, con l'aiuto della tecnologia audio, furono convocati in uno studio di registrazione per abbinare le loro voci e chitarre e il suono dei mariachi alla voce di Javier Solís in un album chiamato Dos ídolos cantando juntos, che divenne la prima ricostruzione tecnica post mortem della musica di Solís e che non era scollegato dal genere "bolero ranchero". Questo album avrebbe preceduto uno dedicato alla musica ranchera messicana. Dopo questo, Los Panchos collaborarono di nuovo con cantanti donne come accompagnatrici. È il caso dell'LP registrato con l'italiana Gigliola Cinquetti e le cantanti argentine Estela Raval e María Martha Serra Lima, con le quali questa fase fu terminata.
Negli anni '90 registrarono in Spagna, con Sony Music, i dischi Los Panchos Hoy e Los Panchos a su manera, che ricevettero dischi d'oro e dischi di platino. Furono gli ultimi album registrati dal fondatore Chucho Navarro, in compagnia di Gabi Vargas, di Rafael Basurto Lara e con la collaborazione di Chucho Navarro Jr.
Nel secondo decennio del XXI secolo, Chucho Navarro Jr. hanno continuato a esibirsi e registrare in tutto il mondo.

## Lavori
Dopo 49 anni di carriera, il Trio Los Panchos ha lasciato un'eredità di circa 1122 canzoni, senza contare registrazioni o trasmissioni radiofoniche, presentazioni in TV, oltre ad aver registrato in diverse lingue oltre allo spagnolo, come inglese, giapponese, arabo, tagalog, greco e italiano ed essendosi avventurato in diversi generi musicali, come il tango, il country, il valzer peruviano, il pasillo, il son, la rumba, il mambo, il guaracha, il cha cha cha, lo joropo, il merengue, il clave , la guarania, la galopa, il blues, la cueca e il pasaje venezuelano.

## Membri

### I tre fondatori del trio
- Chucho Navarro: il suo nome era José de Jesús Navarro Moreno, fu un membro fondatore del trio. Fu responsabile della seconda voce, chitarra e direzione dal 1944 fino alla sua morte nel 1993. Nacque a Irapuato, Guanajuato, il 20 gennaio 1913 e morì a Città del Messico il 23 dicembre 1993. Considerato uno dei più prolifici compositori contemporanei, autore di successi come Lo dudo, Rayito de Luna,[2] La corriente, Una copa más, Sin un amor, Perdida, Maldito corazón, Sin remedio, tra gli altri. Suo figlio Chucho Navarro Jr. è l'attuale successore, continua con l'eredità del trio in giro per il mondo.
- Alfredo Gil: il suo nome era Alfredo Bojalil Gil, conosciuto anche artisticamente come El Güero Gil (el Rubio). Creatore e principale fondatore del trio. Suonatore del requinto e terza voce dal 1944 fino al suo ritiro nel 1981. Nacque a Teziutlán, Puebla, il 5 agosto 1915 e morì a Città del Messico il 10 ottobre 1999. Il requinto, fu creato da lui dapprima per la necessità di rinforzare le introduzioni e i passaggi senza voce delle canzoni; accordato un quarto più alto rispetto alla chitarra normale, assomiglia a una piccola chitarra ma con un suono più acuto, dando un effetto eccellente e un suono musicale alle esecuzioni. Autore di successi come Caminemos, Sin un amor, Hija de la mala vida, Basura, Tu ausencia, Solo, Cien mujeres, Me castiga Dios, No trates de mentir, Ni que sí, ni quizá ni que no, Un siglo de ausencia, Ya es muy tarde, Loco, Mi último fracaso, No te vayas sin mí, Si tu me dices ven (Lodo) ed altri.
- Hernando Avilés: il suo vero nome era Herminio Avilés Negrón, fu la prima voce del trio dal 1944 al 1951 e dopo il 1956 e il 1958, nacque il 1 febbraio 1914 a San Juan, Porto Rico e morì a Città del Messico il 26 luglio 1986. Era anche membro del trio Los Tres Reyes con i fratelli Raúl e Gilberto Puente.

### Dopo Hernando Avilés
Dopo la partenza di Hernando Avilés, diversi altri vocalisti si sono uniti al trio in momenti diversi come prime voci:

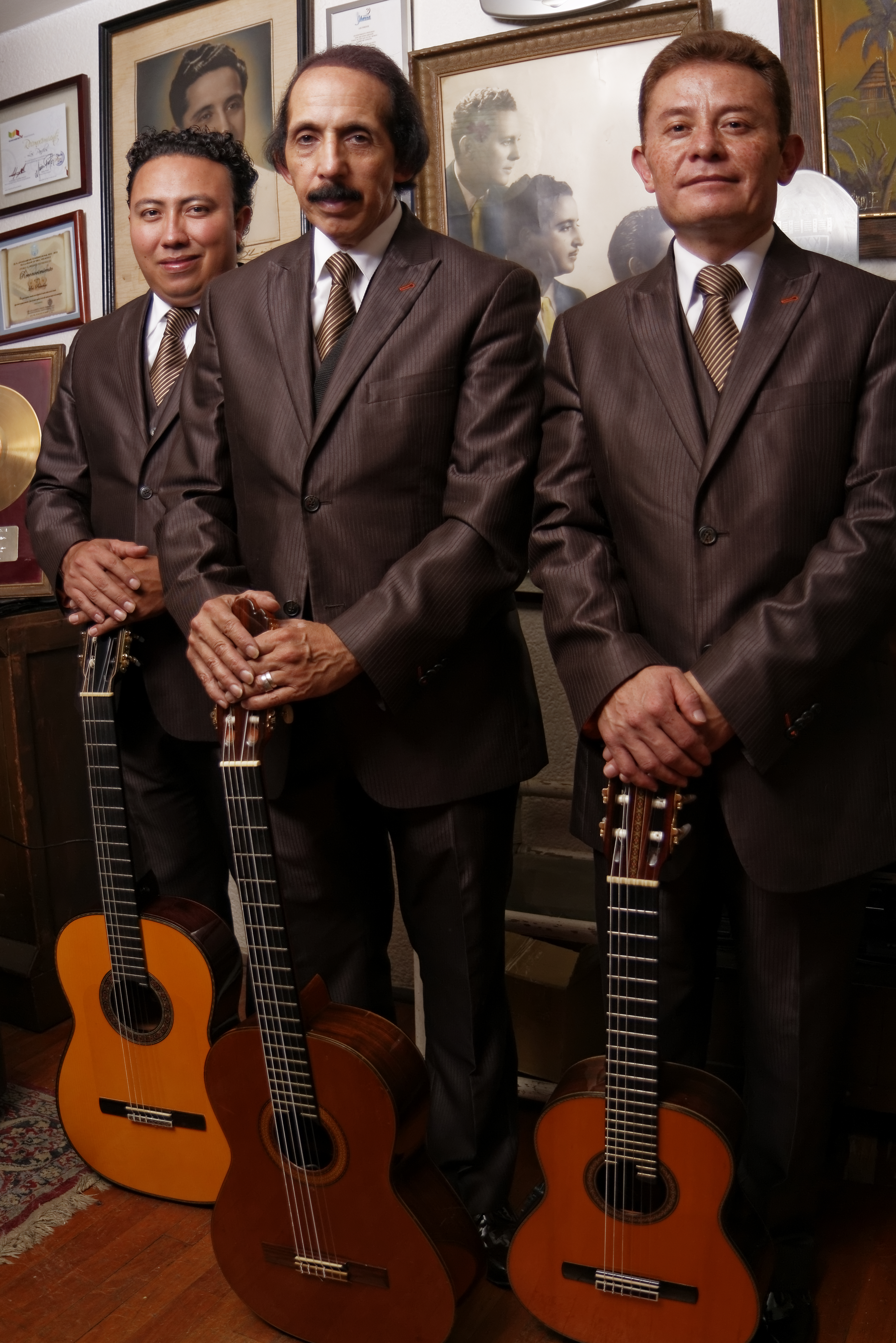
Trío Los Panchos 2017

- Raúl Shaw Moreno: pseudonimo di Raúl Alberto Shaw Boutier, prima voce del trio tra il 1951 e il 1952. Nacque il 30 novembre 1923 a Oruro, in Bolivia. Dopo il suo ritiro, si unì al trio Los Peregrinos e poi a Los Tres Caballeros con Roberto Cantoral e Benjamín "Chamín" Correa. Successivamente, ha avuto una carriera come compositore, come solista e fatto interventi fonografici in Messico e Venezuela. Abitava in Argentina e morì a Buenos Aires il 14 aprile 2003.
- Julito Rodríguez: fu la prima voce del trio dal 1952 al 1956. Nacque nel 1927 a Santurce, Porto Rico. Durante la sua collaborazione con Los Panchos, Rodríguez scoprì il talento di Javier Solís, raccomandandolo alla filiale messicana della casa discografica Columbia Records. Compositore di successi come Mar y cielo, si ritirò dal gruppo nel 1956 formando in seguito il Trio Los Primos con Tatín Vale e Rafael Scharron, che fu poi ribattezzata  «Julito Rodríguez y su Trío». Successivamente, formò il trio Los Tres Grandes dal 1975 al 1983. Rimase a Porto Rico con sua moglie, dove morì il 27 luglio 2013.
- Johnny Albino: il suo vero nome era Juan Antonio Albino, ed era nato il 19 dicembre 1919 a Yauco, Porto Rico. Con il suo trio San Juan era rivale dei Los Panchos, ma nel 1958 fece parte del trio come cantante fino al 1966. Compose canzoni come Carilú, che scrisse per la figlia di Chucho Navarro, Flor sin color y La distancia nos separa. La sua partenza avvenne tra gravi disaccordi caratterizzati da richieste per vie legali da entrambe le parti. Albino morì a New York il 7 maggio 2011.
- Enrique Cáceres: fu la prima voce del trio dal 1966 al 1971, nacque il 2 maggio 1935. Caceres, che era stato in precedenza prima voce dei Los Tecolines e del Las Sombras, si mise anche in evidenza come cantautore con canzoni come Niñería, Adulterio e Amigo cantinero. Nonostante il suo registro da tenore e se registrazioni di diverse canzoni, non convinceva i seguaci del trio, perché sentivano che non si identificava con lo stile coltivato dal gruppo. È interessante notare che quando Enrique Cáceres fu sostituito dal suo successore Ovidio Hernández, ci fu una fase di transizione durante la quale il Trio Los Panchos alternò le prime due voci. Dopo il suo ritiro definitivo, continuò con la sua carriera da solista. Morì lunedì 22 agosto 2011.
- Ovidio Hernández: fu la prima voce del trio dal 1971 al 1976. Nacque a Poza Rica, Veracruz, in Messico. Hernandez, che era stata la prima voce del Trio Los Astros e del Trío Los Galantes, era l'autore delle canzoni Ah, que gente, Escoria, Camina, Perderás, perderás e Por fuera y por dentro. A causa della meningite, morì a Città del Messico il 27 settembre 1976, il primo dei membri morto mentre apparteneva ancora al gruppo.
- Rafael Basurto Lara: nato a Tlapa, Guerrero, Messico il 15 aprile 1941. Si unì al trio nel novembre 1977 dopo la morte del suo predecessore, Ovidio Hernandez, rimanendo come prima voce fino al 1992, quando lasciò il trio senza comunicarlo e rimase in Spagna usurpando il nome. Chucho Navarro e Gabi Vargas continuano a fare tournée in Argentina quell'anno, dovendo chiamare un'altra prima voce, Johnny Albino a causa del tradimento di Basurto. Nel 2005 perse un processo a Los Angeles per aver illegalmente usato il nome di Los Panchos.
- Gabriel Vargas Aguilar: nacque a Veracruz, in Messico, nel 1959. All'età di 7 anni suonava il requinto con maestria e cioè quando Alfredo Gil lo portò a Città del Messico per perfezionare la sua tecnica.
- Chucho Navarro Jr: si unì al trio, su richiesta di Chucho Navarro, suo padre, nel 1979, è suo figlio di sangue "e l'erede legittimo". Continua il lavoro artistico come direttore e seconda voce del trio Los Panchos di Chucho Navarro il fondatore per soddisfare l'ultima volontà di suo padre e il mantenimento dello stile caratteristico che gli aveva insegnato.
- Eydie Gormé
- Gigliola Cinquetti
- Estela Raval
- María Marta Serra Lima

## Discografia scelta
1. 194? - La Palma (Trio Los Panchos con l'Orchestra Viva América di Alfredo Antonini e John Serry Sr.)[3]
2. 1945 – Mexicantos
3. 1950 – Los Panchos Favorites
4. 1953 – Boleros Selectos, Vol. 1
5. 1955 – Boleros Selectos, Vol. 2
6. 1955 – Así Cantan Los Panchos
7. 1956 – Canciones Para Una Noche de Lluvia
8. 1956 – Vaya Con Dios
9. 1956 – Canciones del Corazón
10. 1956 – South Of The Border
11. 1956 – Mexican Holiday
12. 1957 – Eva Garza
13. 1958 – Un Minuto de Amor
14. 1959 – Trío Los Panchos Y Chucho Martínez Gil
15. 1959 – Siete Notas de Amor
16. 1960 – Los Panchos Con Johnny Albino Cantan
17. 1961 – Ciudadanos del Mundo
18. 1961 – Ceguera de Amor
19. 1961 – Los Panchos En Japón
20. 1962 – Época de Oro
21. 1962 – Cantan Tangos
22. 1962 – Noche de Tokyo
23. 1962 – Guty Cardenas
24. 1962 – El Pecador
25. 1962 – México Canta
26. 1962 – Favoritos Latinos
27. 1963 – A Mi Madrecita
28. 1963 – Cantan a Paraguay
29. 1963 – Pedro Flores
30. 1963 – Los Panchos Sing Great Love Songs In English
31. 1964 – Caminemos
32. 1964 – Amor (Eydie Gormé)
33. 1965 – More Amor (Eydie Gormé)
34. 1965 – El Pescador de Estrellas
35. 1965 – Obsesión
36. 1965 – Los Panchos En Persona
37. 1965 – Horas Nuestras
38. 1966 – Que No Te Cuenten Cuentos
39. 1966 – Celoso
40. 1966 – Blanca Navidad (Eydie Gormé)
41. 1967 – Los Panchos En Estéreo, Vol. 1
42. 1967 – Con Éxitos de Armando Manzanero
43. 1967 – En Venezuela
44. 1967 – El Trío Los Panchos With The Jordanaires
45. 1968 – Los Panchos En Estéreo, Vol. 2
46. 1968 – El Trío Los Panchos y Armando Manzanero
47. 1968 – Los Panchos y Gigliola Cinquetti
48. 1968 – Con Mariachi
49. 1970 – Liliana
50. 1970 – Los Panchos En Japón, Vol. 2
51. 1970 – Los Panchos Cantan a Agustín Lara
52. 1970 – Eydie Gorme Canta En Español
53. 1970 – Trío Los Panchos
54. 1970 – Cuatro Vidas (Eydie Gormé)
55. 1971 – Volví La Espalda
56. 1971 – Voces Internacionales Con Los Panchos
57. 1971 – Basura
58. 1971 – Háblame
59. 1972 – Lo Dudo
60. 1972 – Frío En El Alma
61. 1972 – Martha (Estela Raval)
62. 1972 – Quiero
63. 1972 – Cantan al Perú
64. 1972 – Adulterio
65. 1972 – La Hiedra
66. 1973 – El Tiempo Que Te Quede Libre
67. 1973 – Tú Me Acostumbraste (Estela Raval)
68. 1974 – Gil, Navarro Y Hernández
69. 1974 – Yo Lo Comprendo
70. 1976 – Cantan a Latinoamérica
71. 1976 – Sabor a Mi
72. 1977 – Si Tú Me Dices Ven (Lodo)
73. 1981 – España En La Voz de Los Panchos
74. 1982 – Los Panchos En Brasil
75. 1985 – Homenaje a Carlos Gardel
76. 1985 – La Nave del Olvido
77. 1989 – Esencia Romántica
78. 1990 – Love Songs Of The Tropics ( C)
79. 1990 – Todo Panchos: Las 24 Grandes Canciones
80. 1990 – Todo Panchos 2: Si Tú Me Dices Ven (Lodo)
81. 1991 – Siglo Veinte
82. 1991 – Interpretan a Ernesto Lecuona
83. 1991 – Triunfamos
84. 1991 – Hoy
85. 1992 – Latin American Favourites
86. 1993 – Los Panchos Y Sus Voces
87. 1993 – Eydie Gorme Y Los Panchos  – 24 Grandes Canciones
88. 1994 – Leyendas Los Panchos, Vol. I
89. 1994 – Leyendas Los Panchos, Vol.2
90. 1995 – Los Panchos Cantan a La Mujer Deseada
91. 1995 – Los Panchos: Cantan a Gardel (Con Estela Raval, Eydie Gormé y Gigliola Cinquetti)
92. 1997 – Inolvidable (José Luis Rodríguez)
93. 1997 – Amor Sin Palabras
94. 1999 – Inolvidables Vol.2 - Enamorado de Ti (José Luis Rodríguez)
95. 1999 – Caminemos
96. 1999 – Serenade Trío Los Panchos
97. 1999 – Grandes Éxitos
98. 2000 – Mil Años Más De Amor
99. 2001 – Inolvidable Vol.3 – Algo Contigo (José Luis Rodríguez)
100. 2005 – Insaciable
101. 2006 – Ebrio de Amor
102. 2006 – Alma Vanidosa
103. 2007 – Amor de Bolero
104. 2009 – Enamorado
105. 2010 – María Elena y Otros Éxitos
106. 2011 – Los Panchos y Las Canciones de Álvaro Carrillo
107. 2012 – Los Panchos Cantan En Inglés
108. 2013 – A Su Manera
109. 2013 – Bésame Mucho
110. 2013 – Las Siete Primeras Voces
111. 2013 – Trío Los Panchos y Ellas